# Big Trouble (1986)
Big Trouble is een Amerikaanse filmkomedie uit 1986 onder regie van John Cassavetes.

## Verhaal
De weifelmoedige verzekeringsagent Leonard Hoffman heeft geld nodig om de studie van zijn drie zoons te betalen. Zijn cliënte Blanche Rickey betrekt hem bij een complot om haar man van kant te maken. Ze zetten samen een plannetje op touw om hem te vermoorden en vervolgens het geld van zijn levensverzekering te innen.

## Rolverdeling
| Acteur            | Personage          |
| ----------------- | ------------------ |
| Peter Falk        | Steve Rickey       |
| Alan Arkin        | Leonard Hoffman    |
| Beverly D'Angelo  | Blanche Rickey     |
| Charles Durning   | O'Mara             |
| Robert Stack      | Winslow            |
| Paul Dooley       | Noozel             |
| Valerie Curtin    | Arlene Hoffman     |
| Richard Libertini | Dr. Lopez          |
| Steve Alterman    | Peter Hoffman      |
| Jerry Pavlon      | Michael Hoffman    |
| Paul La Greca     | Joshua Hoffman     |
| John Finnegan     | Rechercheur Murphy |
| Karl Lukas        | Politiecommissaris |
| Maryedith Burrell | Gail               |
| Edith Fields      | Doris              |